# 恋のつむじ風
『恋のつむじ風』（こいのつむじかぜ）は、1969年3月21日に日活が配給した、鍛冶昇監督の映画作品、主演は松原智恵子。松原はデビューから9年目にしてようやく、単独初主演の映画となった。
北海道で育ち東京に移って暮らし始めた松山アカネを中心に描いた青春映画である。

## キャスト
- 松原智恵子 : 松山アカネ
- 長谷川照子 : 梅村ミドリ
- 山本陽子 : 河井令子
- 和田浩治 : 三原公夫
- 杉良太郎 : 一ノ瀬俊平
- 沖雅也 : 高志
- 川口恒 : 双見安彦
- 太田雅子 : 竹野アオイ
- 丘みつ子 : 一ノ瀬かおる
- 岡田由紀子 : 妹ミチ子
- 久万里由香 : 友人マリ子
- 松原マモル : 志賀良太
- 小柴尋詩 : マスター中田
- 西恵子 : 社長令嬢
- 加原武門 : 古老
- 大浜詩郎 : キックボクサー
- 新田昌玄 : 後藤

## スタッフ
- 脚本 : 才賀明
- 撮影 : 山崎善弘
- 音楽 : 井上忠夫
- 企画 : 坂本静翁
- 編集 : 辻井正則
- 照明 : 高橋正博
- 主題歌 : 麻生レミ 「愛の真実」「つかのまの恋人たち」「あきらめ」
- 挿入歌 : いしだあゆみ 「ブルー・ライト・ヨコハマ」、ザ・キング・トーンズ、「ラストチャンス」

## 併映作品
- 『涙の季節』